# 吴清海 (1962年)
吴清海（1962年11月—）。男，汉族，陕西临潼人，中华人民共和国政治人物。西北农学院植物保护专业本科毕业。此后在质检、技监系统工作二十多年，长期在国家质检总局（及其前身）任职。现任中央纪委国家监委驻农业农村部纪检监察组组长。

## 生平
1984年毕业于西北农学院植物保护专业之后，长期在国家质检总局（及其前身）工作。1984年，在国家标准局农业轻纺处当干部。1988年国家计量局、国家标准局撤销，改组为国家技术监督局，吴清海成为国家技术监督局标准化司农轻处的干部。1992年3月加入中国共产党。1993年，任标准化司综合处副处长。一年后，改到农轻处任副处长。1996年，任农轻处处长（1996年1月到1997年1月，挂职任甘肃省礼县副县长）。1997年，任标准化司司长助理。1998年，随着机构更名、调整，任国家质量技术监督局监督司司长助理。2000年2月，任监督司副司长。同年8月，任司长。2001年，国家质量技术监督局再次更名重组，任国家质检总局执法督查司副司长，主持工作。2002年，转正为司长，任职五年（期间前往中国长江三峡工程开发总公司挂职，2006年5月到2007年5月，担任总公司人力资源部副主任）。2007年，任国家质检总局科技司司长。2008年，任食品生产监管司司长。
2010年11月，任中共太原市委副书记。2011年3月，任中共晋中市委副书记。一个月后，他被任命为晋中市代市长（2011年5月24日，正式当选市长）。2013年，被选为第十二届全国人民代表大会山西地区代表。
2013年7月，任国家质量监督检验检疫总局党组成员、副局长。2017年9月，任中央纪委驻农业部纪检组组长、农业部党组成员。